# Eilema kilimanjaronis
Eilema kilimanjaronis är en fjärilsart som beskrevs av Embrik Strand 1922. Eilema kilimanjaronis ingår i släktet Eilema och familjen björnspinnare. Inga underarter finns listade i Catalogue of Life.